# Miroslav Myška
Miroslav Myška (* 3. května 1946, Brno) je český a moravský fotograf, pedagog, kurátor a autor knih o fotografii.

## Život a dílo
Narodil se v Brně, kde po vyučení ručním sazečem v tiskárně Grafia (později Tisk knižní výroba n. p.) vystudoval fotografii na Střední uměleckoprůmyslové škole u pedagogů K. O. Hrubého a Oldřicha Staňka (maturita 1972). Poté pracoval jako reklamní fotograf v podniku Nábytek Brno, od počátku devadesátých let pak působil ve vlastní firmě Fotostudio M design, kde se v užité tvorbě věnoval širokému spektru reklamní fotografie.
Ve volné tvorbě vstoupil počátkem sedmdesátých let do fotografického dění dokumentárními cykly Mongolsko, Liptov, Řecko. Z dalších dokumentárních sérií lze např. uvést České vesnice v Banátu (1994–1997), Indie (1999), Kuba (2005), Peru (2007), Mongolsko (2009), Benátky (2011–2017) nebo dokument ze setkání evropských cikánů ve francouzském Camargue (2001, 2002). Několik let pracoval na cyklu Dveře tří světadílů a na publikaci Evropské vinice. Kromě dokumentární fotografie se souběžně věnoval cyklům výtvarných fotografií založených na výrazu textur a struktur, dekolážím a fotografickým aktům. V současné době tvoří koláže s fotografickým základem, klasické i digitálně manipulované.
V letech 1977–1990 vyučoval na Institutu výtvarné fotografie SČF (Svazu českých fotografů) reportážní a dokumentární fotografii, v letech 1990–2017 pak na Institutu tvůrčí fotografie Slezské univerzity v Opavě. V letech 1995–1997 byl externím pedagogem na Fakultě výtvarných umění VUT Brno.
Od roku 1989 je členem Sdružení Q, s nímž pravidelně vystavuje v Čechách i v zahraničí. Dále je členem Unie výtvarných umělců. V sedmdesátých letech byl členem Jeune Camera international v Lucembursku a členem skupiny Setkání.

## Výstavy

### Autorské výstavy
- 1971 Expedice Mongolsko, Síň umění, Blansko
- 1973 Expedice Mongolsko, EÚMM, Brno
- 1974 Liptovská Teplička, Galerie pod podloubím, Olomouc (spolu s Danou Vitáskovou)
- 1974 Liptovská Teplička, Dům umění, Znojmo, Liptov
- 1974 Liptovská Teplička, Etnografický ústav MM, Brno
- 1975 Fotografie, Malá galerie, Brno
- 1976 Balkán, Okresní muzeum, Blansko
- 1977 Balkán, Galerie mladých, Brno
- 1978 Balkán, Galerie nahoře, České Budějovice
- 1981 Kameny - akty, Malá galerie, Brno
- 1982 Hory a lidé, Klub mladých, Brno
- 1983 Torza, detaily, struktury, Galerie v předsálí, Blansko
- 1988 Tak daleko, tak blízko, Čs. spisovatel, Brno
- 1995 Textury, AB galerie, Brno
- 1996 Velikonoce v Banátu /spolu s J. Šimáňovou/, Galerie, Šternberk
- 1998 Fotografie, Fotografická galerie, Moravská Třebová
- 2000 České vesnice v Rumunském Banátu, galerie FOMA, Brno
- 2003 Májová inspirace, Moravská vinárna, Brno
- 2003 Dokumentární cykly, zámek Moravská Třebová
- 2003 Indické portréty, Galerie Foma, Brno
- 2004 Řecko před první novodobou olympiádou a v současnosti, Křížová chodba radnice, Brno (s Irenou Armutidisovou a Milošem Budíkem)
- 2005 Kuba, Moravská vinárna, Brno
- 2006 Kubánské portréty, Galerie Cyrila Gajdíka, Ratíškovice
- 2007 Kubánské portréty, Galerie Moravské vinotéky, Brno
- 2007 Setkání Romů v Camargue, Romské muzeum, Brno
- 2008 Fotografie, Lidé tří světadílů 1. část, 2. část, Etnografický ústav MZM, Brno[2]
- 2008 Okupace 21. srpna 1968, Galerie Moravské vinotéky, Brno
- 2009 Lidé tří světadílů, Galerie Nahoře, České Budějovice
- 2010 Starobrněnské dvorky, Galerie Napoleon, Brno
- 2011 Pouť Romů v Camarque, Černá kočka, České Budějovice,
- 2011 Severní pohledy, Moravská vinotéka, Brno (s Ladislavem Adámkem)
- 2011 Iluminace, Laurea, Brno
- 2012 Severní pohledy, Divadlo Barka, Brno (s Ladislavem Adámkem)
- 2013 Dveře, Galerie 34, Brno,
- 2013 Fotografie, Malá Vaňkovka, Galerie Práh, Brno
- 2014 Evropské Vinice, Galerie Na Stopce, Brno
- 2014 Fotografie 1972–2014, Horácká galerie, Nové město na Moravě
- 2015 Černobílý svět, Galerie Nahoře, České Budějovice (s B. Maříkovou a D. Vitáskovou)
- 2016 Černobílý svět, Galerie Sirkus, Sušice, Výstavní síň, Borovany
- 2016 Černobílý svět, Nikon Photo Gallery, Praha,
- 2016 Balkán, Galerie Na Stopce, Brno,
- 2017 Černobílý svět, Městské muzeum a galerie Vodňany (s B. Maříkovou a D. Vitáskovou),
- 2018 Okupace (50. výročí), Galerie Moravské vinotéky, Brno
- 2019 Benátská laguna, Městské muzeum, Chrast u Chrudimě
- 2019 30. výročí Sametové revoluce, Knihovna Jiřího Mahena, Brno
- 2020 Akty 1970–2020, Galerie Fiducia, Ostrava
- 2020 Okupace Československa 1968, Galerie Moravské vinotéky, Brno
- 2020 Akty 1970–2020, KUPE, Opava[3]
- 2020 Evropské Vinice, Galerie Moravské vinotéky, Brno
- 2021 Novoročenky 1960–2021, PF fotografické, Brno
- 2023 Fotografie, Galerie pod bukem, Brno
- 2025 Portréty fotografů, Galerie Valchařská, Brno

### Účast na kolektivních výstavách (výběr)
- 1970 Mladí fotografové ukazují Evropu 1. cena, Braunschweig, Německo
- 1971 Československá fotografie 1968-1970, Moravská galerie, Brno
- 1974 Krajina v současné amatérské fotografii, Galerie Hodonín
- 1974 Mladá generace, Dům umění Brno, Fotochema Praha
- 1986 Tělo v československé fotografii 1900–1986, Kroměříž
- 1987 Aktuální fotografie 2 / Okamžik, Brno, Cheb, Bechyně
- 1989 150 let fotografie - Česká amatérská fotografie 1945–89, Praha
- 1989 30 let MPVU, Dům umění Brno
- 1989 FOTOFEST, Žďár nad Sázavou
- 1989 Československý listopad 1989, Dům umění Brno, Dům umění České Budějovice

- 1997 Vyběr ze 72 výstav, Galerie města Blanska
- 1998 Nebe, peklo, ráj, výstava Sdružení Q, Muzeum Kroměřížska, Kroměříž
- 2000 Sdružení Q, hrad Špilberk, Brno
- 2000–2006 Akt v české fotografii, Praha, Olomouc, Moskva, Atény, Ostrava, NMF Jindřichův Hradec

- 2001 Pedagogové ITF Slezské univerzity v Opavě, Dům umění Opava, Ostrava, Poznaň
- 2004–2005 Fotografie zlatého fondu, Národní muzeum fotografie, Jindřichův Hradec, ČNB Praha
- 2005 Česká fotografie 20. století, Praha
- 2005 Výběr ze zlatého fondu Národního muzea fotografie, Poslanecká sněmovna, Praha
- 2006 Fotografie pedagogů ITF, Letní filmová škola, Uherské Hradiště
- 2008 Brno srpen 1968 – výstava k 40. výročí okupace, Dům umění, Brno
- 2008 Jeden den v České republice, Brno, Ostrava, Praha

- 2009 Ohlédnutí Q, hrad Sovinec, Sovinec
- 2009 Příjemné závislosti: Inscenovaná fotografie 70. let, Moravská galerie, Brno
- 2009 Europe XXL, Lassécu Exhibition, 37 artistes européens, Lille

- 2011–2013 Liptovská rapsodie II., Galerie nahoře, České Budějovice, NMF Jindřichův Hradec, César Ostrava
- 2011 Úhledná džungle, pocta Ludvíku Kunderovi, Galerie Orlovna, Kroměříž
- 2012 Civilizované iluze, Muzeum umění, Olomouc 2012, 1. břeclavský umělecký salon, cukrovar Břeclav
- 2012 Výstava absolventů Šuřky, Galerie 9, Brno
- 2014 Sdružení Q, Galerie 12, Náměšť nad Oslavou
- 2014 Salon Sdružení Q, Křížová chodba Nové radnice, Brno
- 2014–2015 Retrospektiva: práce pedagogů a absolventů odd. Fotografie SŠUD, Dům pánů z Kunštátu, Brno; Stredoevropský dom fotografie, Bratislava
- 2015 Salon Q, GVU Hodonín
- 2018 Quinquaginta, Půl století s Q, Křížová chodba Staré radnice, Brno
- 2019 Boudník, Fotografie Brněnské bohémy, Moravská galerie, Brno
- 2019 Pád železné opony 1989, Královský letohrádek, Praha
- 2019 Sametová revoluce, MU kino Scala, Divadlo Bolka Polívky, Brno
- 2021 Mladí přátelé výtvarného umění (1960–1995), Dům pánů z Kunštátu, Dům umění, Brno

- 41 společných výstav doma i v zahraničí se skupinou SETKÁNÍ (Balíček, Borovička, Bílek, Košťál, Kuščynskyj, Michl, Myška, Sikula, Tůma, Weinertová)
- 1992–2023 společné výstavy se Sdružením Q u nás i v zahraničí

## Kurátor výstav
- 1974 Mladá generace, Fotochema, Praha
- 1989 Setkání, Dům umění, Brno listopad
- 1993–1999 kurátorské vedení fotografických výstav v Galerii AB, Brno
- 1993–1994 K. O. Hrubý: fotografie, kresby, životní dílo, MZM Brno, NTM Praha
- 1996 Akt, akty, akt, (Armutidisová, Ivičičová, Myška, Pažourková, Šefr, Trtíková, Váňová, Zavadil), Galerie AB, Brno
- 1998 Vilém Reichmann, retrospektivní výstava fotografií a kreseb, Dům umění, Brno, Moravská Třebová
- 1998–1999 Josef Braun, zámek Kitsee, Rakousko; Praha
- 2000 Vilém Reichmann – fotografie, galerie Opera, Ostrava
- 2002 Vilém Reichmann – fotografie, galerie Fiducia, Ostrava
- 2004 Miroslav Matoušek – retrospektivní výstava fotografií, Galerie Vysočiny, Nové Město na Moravě
- 2006 Krajinářská fotografie – Miloš Spurný, K. O. Hrubý, Letní filmová škola, Uherské hradiště
- 2010 Vilém Reichmann – Grafogramy, Galerie 34, Brno
- 2011 Monika Hlaváčová – Balet, Národní divadlo, Brno
- 2013 Vilém Reichmann – Nejen fotografie, Galerie Putna, Brno
- 2014 Miloslav Stibor – Fotografie pro Henri Millera, Galerie Pod bukem, Brno
- 2014 Jiří Horák – Fotografie, Galerie Pod bukem, Brno
- 2014 Jan Vermousek – Kaliningrad, Galerie 34, Brno
- 2015 Eliška Lysková – Fotografie, Brno
- 2015 Vilém Reichmann – Retrospektivní výstava, Horácká gelerie, Nové Město na Moravě
- 2018 Robert Smetana – Fotografie zpěváků z Dačic a okolí, Muzeum, Dačice
- 2018 Pavla Chládková, Městské muzeum, Synagoga, Břeclav
- 2020 Novoročenky 1960–2020, PF fotografů, Brno
- 2024 Vilém Reichmann – Pocta osobnosti, Galerie Nahoře, České Budějovice
- 2024 Vilém Reichmann – Každá věc je počátkem básně, Moravská zemská knihovna, Brno

## Zastoupení ve sbírkách
- Moravská galerie, Brno
- Uměleckoprůmyslové muzeum, Praha
- Státní ústřední archiv – Sbírka Svazu českých fotografů, Praha
- Etnografický ústav Moravského zemského muzea, Brno
- Muzeum umění, Olomouc
- Slezské zemské muzeum, Opava
- Národní muzeum fotografie, Jindřichův Hradec / Brno
- Galerie výtvarného umění, Hodonín
- Muzeum romské kultury, Brno
- Muzeum umění a designu, Benešov
- Fotografická galerie, Moravská Třebová
- Museum of Art, San Francisco

- soukromé sbírky u nás i v zahraničí

## Publikace
- 1981 Bystřice pod Hostýnem, Blok, Brno
- 1985 Prostějovsko ve fotografii, Blok, Brno
- 1985 Jarní zpěv, Blok, Brno
- 1988 Jihomoravský kraj, Blok, Brno
- 1990 Voroněž, oblastní nakladatelství, Voroněž
- 2003, 2005, 2008 Velká kniha digitální fotografie (spoluautor), Computer Press, Brno
- 2005 Neskončený takřka svět, Miroslav Matoušek, Žďár nad Sázavou
- 2006 Krajinářská fotografie, Computer Press, Brno
- 2007 Po městě jež je mi souzeno (spoluautor), Weles, Brno
- 2008 Světlo a osvětleni v digitální fotografii, Computer Press, Brno
- 2009, 2012, 2014 333 tipů a triků pro digitální fotografie, Computer Press, Brno 2009, 2. vydání Brno 2014, překlad v polštině, 2012
- 2019 Jaroslav Joe Hübl, Fotografie, FotoMida, Benešov nad Černou
- 2018 Evropské vinice, malonákladový tisk, Brno
- 2020 Liptov, bibliofilský tisk, Brno[4]
- 2021 Liptov, Surbanz, Frýdek-Místek[5]
- 2021 Liptovská rapsodie, Fotomida, Benešov nad Černou
- 2021 Benátky má láska, malonákladový tisk, Brno
- 2021 Liptovská rapsodie, Metropol, České Budějovice
- 2021 75 Miroslav Myška, Surbanz, Frýdek-Místek[6]

### Skripta
- Práce s velkoformátovým přístrojem, Slezská univerzita, Opava

## Pedagogické působení
- 1977–1990 Institut výtvarné fotografie SČF
- 1990–2018 Institut tvůrčí fotografie Slezské univerzity v Opavě
- 1995–1997 FaVU VUT Brno
- 2001–2012 Fotoškola Brno[7]
- Workshopy: Světlo a osvětlení v ateliéru, Portrét, Velkoformátová kamera